# Lãnh Ngọc
Lãnh Ngọc là một xã thuộc thành phố Đà Nẵng, Việt Nam.
Xã Lãnh Ngọc có diện tích 37,26 km², dân số năm 1999 là 4081 người, mật độ dân số đạt 110 người/km².